# Amostrenne
Amostrenne  est un hameau belge de la commune d'Esneux dans la province de Liège en Région wallonne. 
Le hameau déjà cité en 1277 est situé sur la rive gauche de l'Ourthe et séparé de la commune de Neupré par le Ry de Martin. La proximité du Parc du Mary et de l'arboretum de Tessenire en fait une destination idéale de promenades.